# Городнянський Авксентій Михайлович
Городнянський Авксентій Михайлович (13 березня 1896, село Тали, Богучарський повіт, Воронізька губернія, Російська імперія — 27 травня 1942 року, Харківська область, УРСР, СРСР) — радянський воєначальник, генерал-лейтенант (1942). Загинув в бою під час Другої світової війни.

## Біографія
Народився в селі Тали в селянській родині. Учасник Першої світової війни, дослужився до старшого унтерофіцера. 
У Червоній армії — з 1918 року. Командував спершу ротою, а потім батальйоном у складі 200-го стрілецького полку 67-ї стрілецької бригади. У ВКП(б) вступив у 1920 році. У 1920 році брав участь у проведенні червоного терору в Криму. 
Закінчив курси «Постріл» (1924), після чого служив у Криму і на Далекому Сході. Із 1938 року — командир 101-ї стрілецької дивізії на Камчатці. Із 1940 року — командир 129-ї стрілецької дивізії Далекосхідного фронту. 

### Німецько-радянська війна
На початку війни з Німеччиною продовжував командувати 129-ю дивізією, яка була передислокована на Західний фронт у 16-ту армію. Дивізія Городнянського брала участь у Смоленській битві. За успіхи в боях Городнянський був нагороджений орденом Леніна (9 серпня 1941 року).
Із 31 серпня 1941 року — командувач 13-ї армії Брянського фронту. У жовтні 1941 року армія була оточена між Орлом і Брянськом, але Городнянський зміг вийти з оточення. У грудні 1941 року Городнянський керував контрнаступом радянських військ під Єльцем. 
Із 25 січня 1942 року — командувач 6-ї армії Південно-Західного фронту. У травні 1942 року під час Харківської операції 6-та армія наносила головний удар по німецьким військам, але потрапила в оточення. Війська армії були знищені, а командарм Городнянський застрелився, щоб не потрапити до полону. 

## Військові звання
- Майор (1935)
- Полковник (1936)
- Комбриг (1939)
- Генерал-майор (4 червня 1940)
- Генерал-лейтенант (27 березня 1942)

## Нагороди
- Орден Леніна (9 серпня 1941)
- Медаль «XX років РСЧА»